# 锡米亚讷科隆格
锡米亚讷科隆格（法語：Simiane-Collongue，法語發音：[simjan kɔlɔ̃g]）是法国罗讷河口省的一个市镇，属于普罗旺斯地区艾克斯区。

## 地理
锡米亚讷科隆格（43°25'52"N, 5°25'57"E）面积29.84 平方千米，位于法国普罗旺斯-阿尔卑斯-蓝色海岸大区罗讷河口省，该省份为法国东南部沿海省份，北起沃克吕兹省，西接加尔省，南濒地中海，东临瓦尔省。
与锡米亚讷科隆格接壤的市镇（或旧市镇、城区）包括：布克贝莱尔、加尔达讷、米梅、普朗德屈克、塞普泰姆莱瓦隆、马赛。

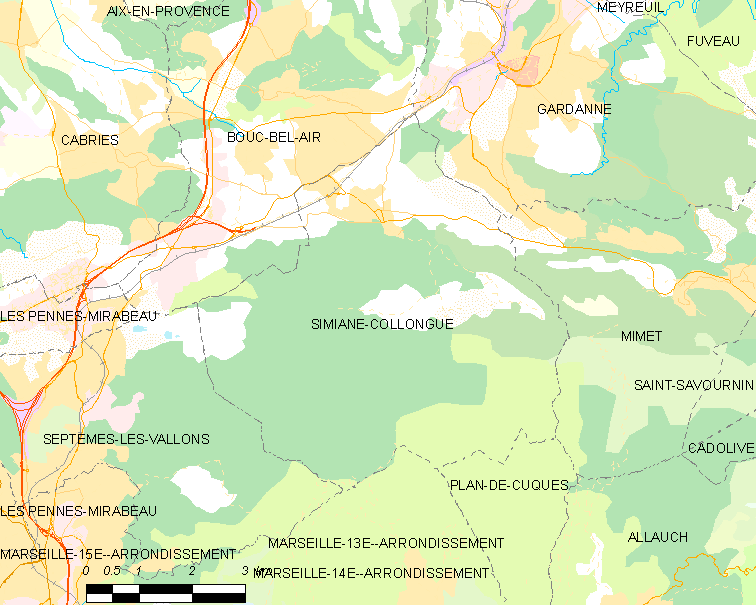
锡米亚讷科隆格的OSM定位图

锡米亚讷科隆格的时区为UTC+01:00、UTC+02:00（夏令时）。

## 行政
锡米亚讷科隆格的邮政编码为13109，INSEE市镇编码为13107。

## 政治
锡米亚讷科隆格所属的省级选区为加尔达讷县。

## 人口

1962-2008年间锡米亚讷科隆格人口变化图示

锡米亚讷科隆格于2022年1月1日时的人口数量为5823人。